# Eriococcus monotrichus
Eriococcus monotrichus är en insektsart som först beskrevs av Miller 1993.  Eriococcus monotrichus ingår i släktet Eriococcus och familjen filtsköldlöss. Inga underarter finns listade i Catalogue of Life.